# Centrale hydroélectrique Robert Moses Niagara
La centrale hydroélectrique Robert Moses Niagara (en anglais : Robert Moses Niagara Hydroelectric Power Station) est une centrale hydroélectrique située à Lewiston, près de Niagara Falls. La centrale dispose d'une puissance installée de 2 429 MW, répartie entre onze turbines de 193,5 MW et deux de 150,3 MW, mises en service entre 1961 et 1962. Sa production électrique est estimée à 14,18 TWh/an.

## Description
La centrale détourne l'eau de la rivière Niagara en amont des chutes du Niagara et la retourne dans la partie inférieure de la rivière près du lac Ontario. 
Sur l'autre rivage se trouvent les centrales Sir Adam Beck.